# Les Harlem Globetrotters (série télévisée d'animation)
Pour l'équipe de basket-ball, voir Globetrotters de Harlem.
Les Harlem Globetrotters (Harlem Globetrotters) est une série télévisée d'animation américaine en 22 épisodes de 22 minutes produite par Hanna-Barbera et diffusée entre le 12 septembre 1970 et le 16 octobre 1971 sur le réseau CBS. Par la suite, NBC la reprogramma sous le titre The Go-Go Globetrotters.
En France, la série a été diffusée à partir du 20 avril 1977 TF1 dans l'émission Restez donc avec nous. Elle a été rediffusée sur TF1 à partir du 6 juillet 1980 dans Croque Vacances puis en 1983.
Les personnages de la série sont inspirés des membres de l'équipe de basket-ball afro-américaine, les Globetrotters de Harlem, célèbres pour se produire à travers le monde au cours de matchs d'exhibition à la fois amusants et athlétiques.

## Synopsis
L'équipe de basket-ball, les Harlem Globetrotters, font le tour du monde. Chaque fois que survient un conflit, un match est organisé, match que remportent toujours les Harlem Globetrotters.

## Fiche technique
- Titre original : Harlem Globetrotters
- Titre français : Les Harlem Globetrotters
- Réalisation : William Hanna et Joseph Barbera
- Scénario : Joe Ruby, Ken Spears (supervision) ; Mike Maltese, Woody Kling, Dalton Sandifer, Tom Dagenais
- Conception de personnages : Iwao Takamoto
- Animation : Charles A. Nichols (supervision) ; Volus Jones, Rudy Cataldi, Don Patterson, John Walker, Ken Southworth, Carlo Vinci, Bob Goe, Dave Tendlar, Jack Parr
- Cadrage (Layout) : Bob Singer, Don Morgan, Mike Arens, Rick Gonzalez, Mo Gollub, Dan Noonan, Alex Ignatiev, Herb Johnson
- Décors : Walt Peregoy (supervision) ; Lorraine Andrina, Bill Butler, Philip DeGuard, Rolly Oliva, Don Watson, Ann Guenther
- Image : Charles Flekal, Dick Blundell, Dennis Weaver, George Epperson
- Musique : Ted Nichols ; Hoyt Curtin (générique)
- Production : William Hanna et Joseph Barbera ; Alex Lovy (coproduction)
- Sociétés de production : Hanna-Barbera et CBS
- Pays d'origine : États-Unis
- Langue : anglais
- Format : couleurs - 35 mm - 1,33:1 - son : mono
- Nombre d'épisodes : 22 (2 saisons)
- Durée : 22 minutes
- Dates de première diffusion :
  -  États-Unis : 12 septembre 1970
  -  France : 20 avril 1977

## Distribution

### Voix originales
- Eddie Anderson : Bobby Joe Mason
- Scatman Crothers : George « Meadowlark » Lemon
- Robert DoQui : Pablo Robertson
- Richard Elkins : J.C. « Gip » Gipson
- Stu Gilliam : Freddie « Curly » Neal
- Johnny Williams : Hubert « Geese » Ausbie
- Nancy Wible : Granny
- Meadowlark Lemon
- Rudy Clark
- Ken Williams
- Daws Butler
- Henry Corden
- Don Messick
- John Stephenson

### Voix françaises
- Claude D'Yd
- Albert Augier : Frisé, Pablo
- Philippe Dumat : Jim
- Claude Dasset
- Jane Val : Granny

## Production
Cette série fut tout spécialement créée en l'honneur d'une équipe américaine de basket-ball originaire de Chicago, les Harlem Globetrotters, qui se produisait à travers le monde au cours de matchs d'exhibition aussi amusants qu'athlétiques. Les Harlem Globetrotters contribuèrent à plus d'innovations dans le monde du basketball que n'importe quelle autre équipe de l'histoire.
Aux États-Unis, la série est célèbre pour avoir été la première de l’Histoire à mettre en vedette le samedi matin des afro-américains. Comme beaucoup d’autres, la première saison comprenait des rires enregistrés.
Après la fin de la production de la série, deux de ses personnages subsistèrent : Granny et Dribbles, qui firent trois apparitions dans la série Fantomatiquement vôtre, signé Scoubidou (The New Scooby-Doo Movies) en 1972 et 1973.

## Liste des épisodes

### Première saison (1970-1971)
1. Vol de bijoux (The Great Geese Goof-Up)
2. Bons à tout faire (Football Zeros)
3. Le Pique-nique (Hold That Hillbilly)
4. En croisière (Bad News Cruise)
5. Rodéo (Rodeo Duds)
6. Le Robot (Double Dribble Double)
7. Le Testament (Heir Loons)
8. Les Journalistes (From Scoop to Nuts)
9. Drôle d'anniversaire (What a Day for a Birthday)
10. Vacances de neiges (It's Snow Vacation)
11. En pleine nature (The Great Ouch Doors)
12. Le Gros Lot (Hooray for Hollywood)
13. Le Shérif (Shook Up Sheriff)
14. Une vie de chien (Gone to the Dogs)
15. Titre français inconnu (The Wild Blue Yonder)
16. Titre français inconnu (Long Gone Gip)

### Deuxième saison (1971)
1. La Perle (A Pearl of a Game)
2. Les Harlem ne font pas le poids (Nothing to Moon About)
3. Titre français inconnu (Pardon My Magic)
4. Titre français inconnu (Granny's Royal Ruckus)
5. Titre français inconnu (Soccer to Me)
6. Les Abominables Hommes des neiges (Jungle Jitters)

## Bande originale
The Globetrotters, la bande originale de la série fut produite par Jeff Barry. Elle fut distribuée en 1970 par Kirshner Records, puis par la suite par Columbia Records (une sous-division de CBS). On peut reconnaître dans les thèmes de la série (notamment ceux accompagnant les matchs de basket). Don Kirshner avait le titre de superviseur musical, à la fois pour la série et pour l’album. Il n’y eut qu’une seule édition, de laquelle furent extraits deux singles. L’un des deux, Rainy Day Bells, réussi à rentrer dans le Top 100 des ventes. Trois autres singles, qui ne furent pas produits dans le cadre d’un album, l’imitèrent. Un membre des Globetrotters, Meadowlark Limon, fut le seul de l’équipe à s’impliquer dans la création musicale de la bande originale.

### Liste des pistes
1. The Globetrotter's Theme (Jeff Barry) - 0:41
2. Globetrottin'  (Jeff Barry) - 2:19
3. Bouncin' All Over the World (Neil Sedaka - Howard Greenfield) - 3:01
4. Sneaky Pete (Rudy Clark - J.R. Bailey - K. Williams) - 2:45
5. Marathon Mary (Neil Sedaka - Howard Greenfield) - 3:06
6. River Queen (Neil Sedaka - Howard Greenfield) - 3:06
7. House Party (Rudy Clark - J.R. Bailey - K. Williams) - 3:00
8. Gravy (Rudy Clark - J.R. Bailey - K. Williams) - 3:19
9. Meadowlark (Neil Sedaka - Howard Greenfield) - 2:22
10. Lillia Peabody (Rudy Clark - J.R. Bailey - K. Williams) - 2:56
11. Put a Little Meat On Your Bones, Lucinda (Neil Sedaka - Howard Greenfield) - 3:00
12. Rainy Day Bells (Neil Sedaka - Howard Greenfield) - 3:02
13. Cheer Me Up (Jeff Barry - Ron Dante - J. Carr) - 2:22

### Singles
Singles commerciaux (1970)
- Cheer Me Up b/w Gravy (Kirshner # 63-5006)
- Rainy Day Bells b/w Meadowlark (Kirshner #63-5008)

Singles hors album (1971)
- Duke of Earl b/w Everybody's Got Hot Pants (Kirshner #63-5012)
- Everybody Needs Love (Jimmy Radcliffe - Phil Stern) b/w ESP (Kirshner #63-5016)
- Sweet Georgia Brown b/w Bye Bye Blues (Harlem Globetrotters #45-HGT-300 A/B)

## Adaptation en bande dessinée
En avril 1972, Gold Key Comics édita une adaptation en bande dessinée de la série. La première planche avait été publiée dans le magazine Hanna-Barbera Fun-In, en juillet 1971. Plusieurs histoires étaient en fait basées sur les épisodes de la série TV. La série de bandes-dessinées dura quatre ans et douze publications, jusqu’à janvier 1975.

## Autour de la série
- George Lemon, Freddie Neal, Hubert Ausbie, J. C. Gip Gipson, Bobby Joe Mason et Pablo Robertson étaient les vrais basketteurs de l’équipe. Furent rajoutés deux personnages fictifs : Granny, le chauffeur de bus et manager de l’équipe, et Dribbles, le chien-mascotte.
- Hanna-Barbera produisit une seconde série avec les Globetrotters en vedette : The Super Globetrotters. Dans cette dernière, les basketteurs étaient des super-héros.
- La série fut coproduite par Hanna-Barbera et CBS (une des seules séries animées que CBS ait produites directement). Détenus à l’origine par Viacom, les droits d’exploitation appartiennent désormais à CBS Television Distribution qui ne prévoit pas de commercialiser la série en DVD/Blu-ray. Cependant, si c'était le cas, il faudrait préalablement obtenir l’autorisation personnelle des Globetrotters[réf. nécessaire].